# Potito Starace
Potito Starace (* 14. července 1981 v Benevento, Itálie) je současný italský profesionální tenista.
 Ve své dosavadní kariéře zatím vyhrál 3 turnaje na okruhu ATP World Tour ve čtyřhře.

## Finálové účasti na turnajích ATP World Tour (8)

### Dvouhra - prohry (2)
| Legenda                                                       |
| ATP International Series Gold / ATP World Tour 500 Series (1) |
| ATP International Series / ATP World Tour 250 Series (1)      |

| Č. | Datum             | Turnaj              | Povrch | Vítěz           | Výsledek      |
| 1. | 15. duben 2007    | Valencie, Španělsko | antuka | Nicolás Almagro | 4-6, 6-2, 6-1 |
| 2. | 29. červenec 2007 | Kitzbühel, Rakousko | antuka | Juan Mónaco     | 5-7, 6-3, 6-4 |

### Čtyřhra - výhry (3)
| Legenda                                                       |
| ATP International Series Gold / ATP World Tour 500 Series (2) |
| ATP International Series / ATP World Tour 250 Series (1)      |

| Č. | Datum             | Turnaj              | Povrch    | Partner                  | Soupeři ve finále             | Výsledek          |
| 1. | 4. březen 2007    | Acapulco, Mexiko    | antuka    | Martín Vassallo Argüello | Lukáš Dlouhý Pavel Vízner     | 6-0, 6-2          |
| 2. | 29. červenec 2007 | Kitzbühel, Rakousko | antuka    | Luis Horna               | Tomas Behrend Christopher Kas | 7-6(4), 7-6(5)    |
| 3. | 12. říjen 2008    | Moskva, Rusko       | tvrdý (h) | Serhij Stachovskyj       | Stephen Huss Ross Hutchins    | 7-6(4), 2-6, 10-6 |

### Čtyřhra - prohry (3)
| Legenda                                                       |
| ATP International Series Gold / ATP World Tour 500 Series (2) |
| ATP International Series / ATP World Tour 250 Series (1)      |

| Č. | Datum          | Turnaj           | Povrch | Partner          | Vítězové                     | Výsledek |
| 1. | 5. březen 2006 | Acapulco, Mexiko | antuka | Filippo Volandri | František Čermák Leoš Friedl | 7-5, 6-2 |
| 2. | 6. únor 2010   | Santiago, Chile  | antuka | Horacio Zeballos | Łukasz Kubot Oliver Marach   | 6-4, 6-0 |
| 3. | 27. únor 2010  | Acapulco, Mexiko | antuka | Fabio Fognini    | Łukasz Kubot Oliver Marach   | 6-0, 6-0 |

## Davisův pohár
Potito Starace se zúčastnil 10 zápasů v Davisově poháru za tým Itálie s bilancí 10-1 ve dvouhře a 3-3 ve čtyřhře.

## Postavení na žebříčku ATP na konci roku

### Dvouhra
| Rok    | 2000 | 2001   | 2002   | 2003   | 2004  | 2005   | 2006  | 2007  | 2008  | 2009  |
| Pořadí | 471. | ▲ 386. | ▲ 188. | ▼ 218. | ▲ 76. | ▼ 108. | ▲ 84. | ▲ 31. | ▼ 70. | ▲ 62. |

### Čtyřhra
| Rok    | 2000 | 2001   | 2002   | 2003   | 2004   | 2005   | 2006  | 2007  | 2008  | 2009   |
| Pořadí | 730. | ▲ 313. | ▲ 227. | ▼ 286. | ▼ 290. | ▲ 252. | ▲ 85. | ▲ 75. | ▼ 90. | ▼ 119. |